# Замінник молока

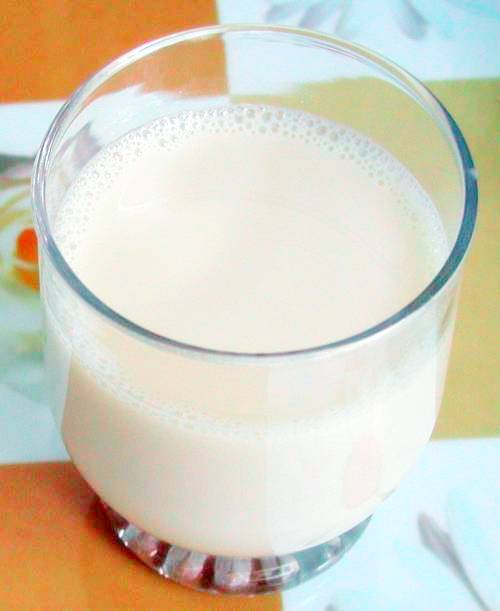
соєве молоко

Замінник молока — харчовий продукт, який являє собою рідину, яка замінює натуральне молоко в раціоні або кулінарному рецепті; неповноцінний замінник молока. Ці продукти на смак або візуально нагадують натуральне молоко, проте їх складові замінені рослинними білками та жирами того ж роду, вони вільні від холестерину, тваринного білку, і лактози, і в сирому вигляді містять дуже мало корисного кальцію, не місять вітаміну B12, хоча іноді можуть бути ними підкріплені чи збагачені. Існують замінники молока, які не місять глютену. Ароматизоване зернове молоко може мати смак ванілі, шоколаду і безліч інших смаків.
Приклади замінників молока включають в себе:
- Соєве молоко
- Зернові молока

* Вівсяне молоко
* Рисове молоко
* Конопляне молоко
- Горохове молоко
- Мигдалеве молоко
- Кокосове молоко
- Арахісове молоко
- Дитячі суміші
- Рибне молоко
- та ін.

Замінники молока є оптимальним рішенням при проблемі непереносимості коров'ячого молока у дітей.

## Інше використання терміна
Термін «замінники молока» або «замінники незбираного молока» (ЗНЗ) використовується для опису кормового продукту в годівлі телят та свиней при їх вирощуванні.